# 25143 Itokawa
Az Itokawa kisbolygó egy 500 méter hosszú és 150 méter szélességű, hengeres égitest. Nevezetessége az, hogy a Hajabusza japán űrszonda meglátogatta és mintát is vett a felszínéről. A Hajabusza leszállóegysége sikeresen visszatért a Földre 2010. június 13-án. A kapszula keresésére indult egységek másnap meg is találták a kapszulát. Így az Itokawa kisbolygó az első, amelyről mintát hoztak a földi űrkutatók.